# Gaetano Pugnani
Giulio Gaetano Gerolamo Pugnani, född 27 november 1731 i Turin, död 15 juli 1798 i Turin, var en italiensk violinist och kompositör.

## Biografi
Pugnani studerade violin för Giovanni Battista Somis och Giuseppe Tartini. Tio år gammal började han spela andra violin i operaorkestern vid Teatro Regio i Turin, men det dröjde till 1748 innan han blev formell medlem av orkestern. Pugnani fick 1749 ett stipendium för att studera vidare med Francesco Ciampi i Rom. Han blev 1752 förste violinist vid hovkapellet i Turin. 
Som violinist företog Pugnani ett flertal konsertresor runt om i Europe. Han vistades flera år i London där han 1767-1769 var dirigent vid Kungliga Teatern. Där satte han bland annat upp sin egen framgångsrika opera Nanetta e Lubino. Pugnani återvände 1770 till Turin där han blev konsertmästare både i hovkapellet och i operaorkestern vid Teatro Regio. 
Pugnani var också verksam som kompositör. För scenen skrev han sju operor, två baletter, ett oratorium och flera kantater. Han komponerade också en violinkonsert, 40 triosonater, sex stråkkvartetter samt bland annat violinsonater och duos för två violiner .
Förutom spelandet och komponerandet var Pugnani också verksam som lärare, där han undervisade enligt Corellis och Tartinis violinspelstraditioner. Hans mest berömda elever var Giovanni Battista Viotti, Antonio Conforti, Antonio Bartolomeo Bruni och Giovanni Battista Polledro.